# Español marabino
El español o castellano marabino (también llamado maracaibero, maracucho, o  zuliano) es la variedad del idioma español hablada generalmente en el estado Zulia al noroeste de Venezuela y el occidente del estado Falcón (Municipio Mauroa).
A diferencia de las variedades del centro o la Región Andina, el marabino es típicamente voseante y en muchos casos tuteante. Conserva para esta conjugación la forma de la segunda persona del plural familiar (vosotros), sin apócope o síncopa, lo que lo distingue del voseo chileno y el del Río de la Plata, respectivamente. El voseo de Maracaibo es de los pocos de América con la conjugación verbal que mantiene el diptongo original, es decir "vos bailáis" en vez de "vos bailás" (este último usado en el estado Falcón y en muchos países latinoamericanos, por ejemplo Nicaragua y Argentina).
Además el marabino se caracteriza por el uso de muchas palabras y expresiones distintas al español particular de Venezuela, así como un acento marcadamente diferente al de otras regiones del país. Un dato interesante es que los gentilicios de Maracaibo son debido al tipo de habla que utiliza cada una de las personas del Municipio.
Los marabinos se distinguen por el uso de frases únicas en Venezuela, y por el uso de un lenguaje coloquial; algunos ejemplos de ellas son: ¡Qué molleja!, ¡A la vaina! Verciale  que indican asombro, mollejúo para algo grande. 
También se utilizan expresiones tales como "Mialma" y "Vergación" por ejemplo; "¡Mialma, no sabía eso!" Y el "vergación" cuando algo les parece sorprendente, también para hacer énfasis que si en el tamaño, color, olor y otras características sobre a lo que se refieren, ejemplo: "¡Vergación de grande es tu casa!" o "¡Vergación de calor hay!". Por lo general estas expresiones solo son utilizadas por los marabinos, o mejor dicho por los zulianos.
Es de destacar que este modo de hablar suele ser jocoso y ha dado pie a la creación de relatos e historias cómicas (los llamados popularmente "chistes de maracuchos").